# Marco Bustos
Marco Antonio Bustos Pepe (Winnipeg, 22 de abril de 1996) es un futbolista canadiense que juega como centrocampista en el IFK Värnamo de la Allsvenskan.
Es hermano de la también futbolista Melissa Bustos.

## Selección nacional
Fue internacional con la selección de fútbol sub-20 de Canadá.

## Clubes
| Club                       | País           | Año       |
| -------------------------- | -------------- | --------- |
| Vancouver Whitecaps sub-23 | Canadá         | 2014      |
| Vancouver Whitecaps        | Canadá         | 2015-2018 |
| Whitecaps FC 2             | Canadá         | 2017      |
| C. A. Zacatepec            | México         | 2018      |
| Oklahoma City Energy       | Estados Unidos | 2018-2019 |
| Valour F. C.               | Canadá         | 2019      |
| Pacific F. C.              | Canadá         | 2020-2022 |
| IFK Värnamo                | Suecia         | 2023-     |

## Palmarés

### Títulos nacionales
| Título                  | Club          | País   | Año  |
| ----------------------- | ------------- | ------ | ---- |
| Canadian Premier League | Pacific F. C. | Canadá | 2021 |

## Vida personal
Es de padre chileno y madre canadiense.